# 炖

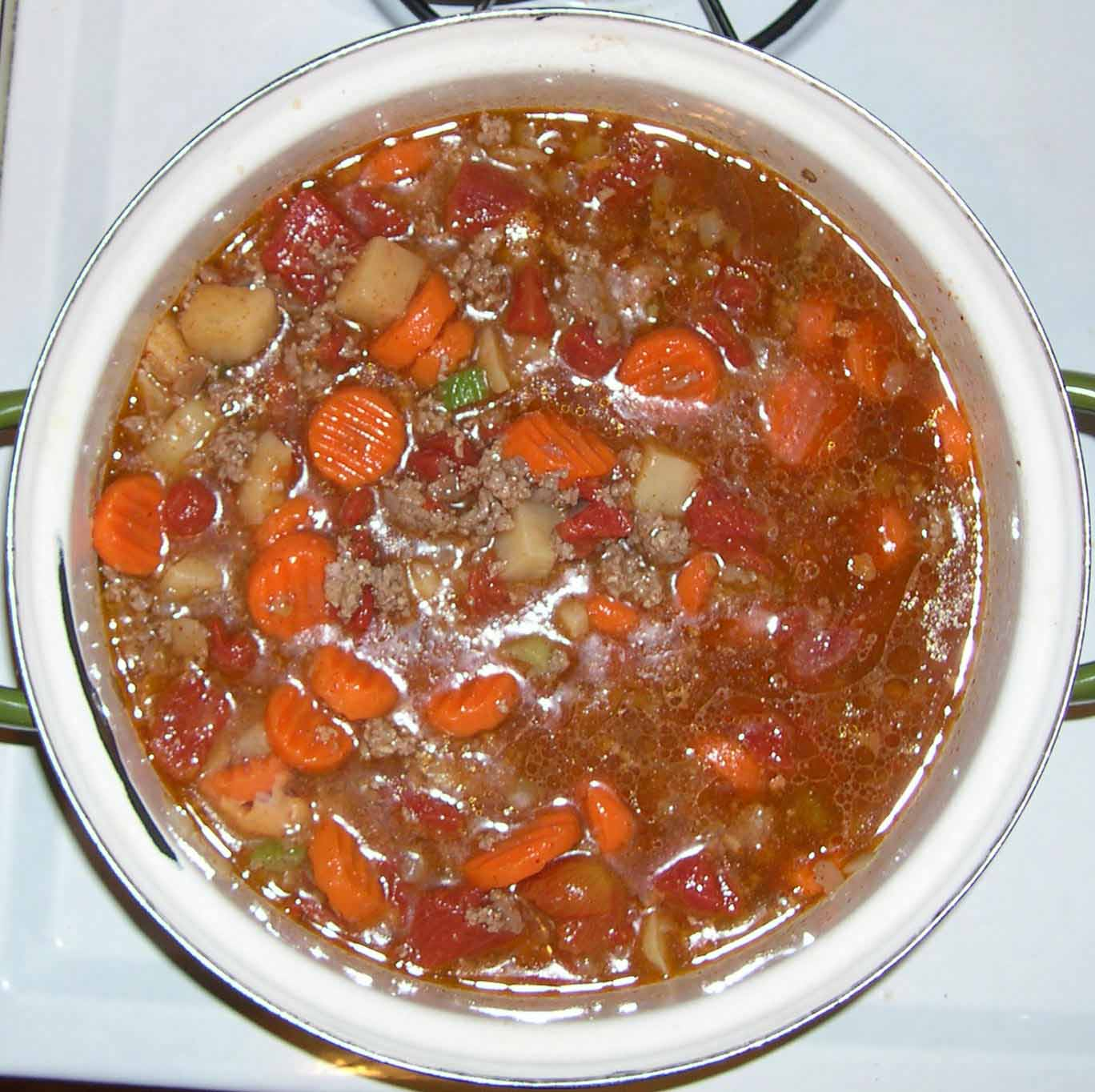
炖牛肉

燉或煲，是一种加汤汁、以慢火煮食的烹飪方式，會用來料理粥、湯或飯等。除爐火外，也會用電鍋來進行料理。有些料理亦會將此烹飪法融入其名稱中，如「雞煲飯」。
燉一般是先加调味蔬菜（中餐用葱薑，西餐用洋葱等）炒，然后加主料略炒，再加大量的清汤（水）和调味品，盖盖在小火上慢慢煮到酥烂。主料因地区和菜肴不同，可以包括肉类、海鲜、蔬菜、豆类、甚至水果。对于肉类，炖特别适用于质地比较粗老的材料。
燉的成品一般会有很多汁水，有的时候可以当成汤来食用。
中餐中，类似的方法有熬和燒。區别在於熬的湯汁多，加熱時間短，而且不用盖盖，例如熬白菜。燒的湯汁則較少。
華人傳統的燉煮是以陶鍋或是瓷鍋容器盛裝食物，置於外鍋容器，中間注入清水，以隔水加熱的方式烹煮。

## 世界各地的炖制菜肴

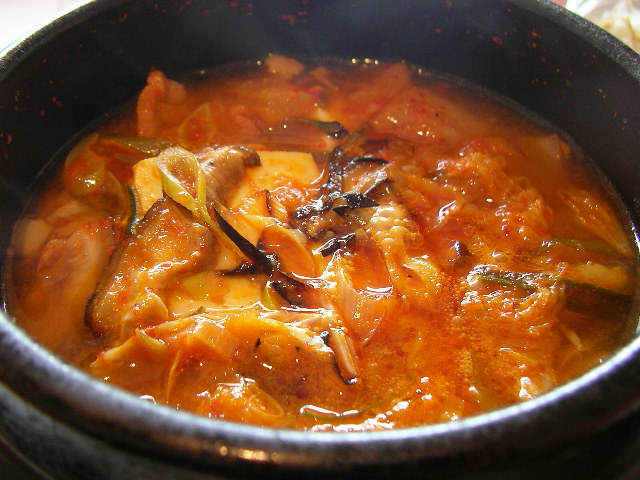
朝鲜半岛的炖泡菜

- 常見於法式料理的陶罐燉煮
- 火鍋中的锅底料可以认为是炖制。
- 印度的咖哩菜很多为炖制。
- 美国南方的秋葵湯飯。
- 中国东北菜中大部分为炖制。

## 参見
- 雙層蒸鍋（英语：Double steaming）